# Kyoto mimawarigumi
Le Kyoto mimawarigumi (京都見廻組, Kyōto mimawarigumi) était une police spéciale créée par le shogunat Tokugawa au cours de la fin de la période du Bakumatsu pour rétablir l'ordre public à Kyoto.
Après l'ouverture forcée du Japon, la situation politique du pays est devenue chaotique. Les rōnin anti-gouvernementaux et anti-étrangers se sont rassemblés dans la vieille capitale impériale, Kyoto, et beaucoup de daimyos des domaines féodaux de l'ouest du pays ont également établi des résidences dans la ville pour se rallier à la famille impériale afin de faire pression sur le shogunat selon le mouvement du Sonnō jōi (« Vénérez l'empereur, expulsez les barbares ») contre les puissances étrangères.
En 1864, Katamori Matsudaira, le Kyoto shugoshoku (protecteur de Kyoto), a autorisé la création d'une milice d'environ 200 samouraïs divisée en deux compagnies commandées par Maita Hirotaka et Matsudaira Yasutada pour rétablir l'ordre public à Kyoto. Les deux compagnies ont pris le nom des titres de leurs commandants : Sagami-no-kami-gumi et Izumo-no-kami-gumi. Le quartier général de la milice fut placé au château de Nijō à Kyoto.
Le but du Kyoto mimawarigumi était identique à celui du très célèbre Shinsen gumi ; cependant, la milice était seulement composée de samouraïs de haut rang et de fils de serviteurs des hatamoto, qui étaient tous des vassaux directs du shogunat Tokugawa, par opposition au Shinsen gumi constitué de rōnin. Preuve de cette différence, le Kyoto mimawarigumi était assigné principalement à la protection du palais impérial de Kyoto et du château de Nijō-jō, tandis que le Shinsen gumi était assigné au quartiers de Gion, celui des commerçants et à la protection de toutes les personnes du peuple.
La milice a été officiellement dissoute avec l'abdication du shogun Yoshinobu Tokugawa le 9 novembre 1867, bien que le groupe ait continué d'exister pendant la guerre de Boshin dans laquelle il a combattu.
En 1870, Imai Noburō, un ancien membre du Kyoto mimawarigumi a affirmé que lui et d'autres membres de la milice, y compris Sasaki Tadasaburo, avaient assassiné Ryōma Sakamoto en 1867, bien que la véracité de sa confession demeure controversée.

## Source de la traduction
- (en) Cet article est partiellement ou en totalité issu de l’article de Wikipédia en anglais intitulé « Kyoto Mimawarigumi » (voir la liste des auteurs).